# Pierre-Alexandre Dereix
Pierre-Alexandre Dereix (25 octobre 1771, Angoulême - 1er juillet 1840, Mareuil), est un homme politique français.

## Biographie
Il est propriétaire et maire de Mareuil, lorsqu'il est élu, le 22 août 1815, par le collège de département, député de la Dordogne, avec 113 voix sur 201 votants et 274 inscrits. Il siège obscurément dans la majorité de la Chambre introuvable, et ne fait pas partie d'autres législatures.

## Sources
- « Pierre-Alexandre Dereix », dans Adolphe Robert et Gaston Cougny, Dictionnaire des parlementaires français, Edgar Bourloton, 1889-1891 [détail de l’édition]